# 北アイルランド同盟党
北アイルランド同盟党（きたアイルランドどうめいとう、英語: Alliance Party of Northern Ireland 略称：APNI、アイルランド語: Páirtí Comhghuaillíochta Thuaisceart Éireann）は、北アイルランドの政党。単に「同盟党」（Alliance Party）とも言う。現党首はナオミ・ロング。
北アイルランドと英国との統一を望むユニオニスト、アイルランド統一を望むナショナリストの双方を支持しない層から一定の支持を受けている。北アイルランド議会では90議席中17議席を保有する。
北アイルランド同盟党はリベラリズムを標榜しており、自由主義インターナショナルに加盟している。このため自由民主党の北アイルランドにおける姉妹政党とみなされる場合もある。